# Javier Casas (Fußballspieler)
Javier Casas Cuevas (* 9. Mai 1982 in Bilbao) ist ein ehemaliger spanischer Fußballspieler.

## Spielerkarriere
Javier Casas ist einer der vielen heimischen Talente bei Athletic Bilbao. Über CD Baskonia und die zweite Mannschaft fand er wie viele andere Spieler vor ihm auch den Weg in das Profiteam Athletics. Seit 2004 gehört er diesem an und kam auch regelmäßig zum Einsatz. Da nun aber im Sommer 2007 kurz vor Transferschluss die Chance bestand den ehemaligen Leistungsträger Asier del Horno vom FC Valencia auf Leihbasis zu verpflichten, musste ein Abwehrspieler aus dem 25-Mann-Kader für die Saison gestrichen werden – das Schicksal traf Casas. Obwohl er nun für ein Jahr nicht würde in offiziellen Spielen antreten dürfen, behielt man ihn, da er ein sehr guter Perspektivspieler ist. In der Saison 2008/09 gehörte er wieder zum Kader, kam aber im ersten Halbjahr nur zweimal zum Einsatz. Er wechselte für den Rest der Saison auf Leihbasis zum FC Córdoba in die Segunda División. Hier saß er meist auf der Ersatzbank und stand nur dreimal auf dem Platz.
Nach seiner Rückkehr verließ er Bilbao und wechselte zum FC Cartagena. Dort kam er in der Spielzeit 2009/10 nicht zum Einsatz. Anfang März 2010 wechselte er zu CD Guijuelo in die Segunda División B. Dort spielte er 13 Mal und erreichte mit seiner Mannschaft in den Play-offs den Klassenverbleib. Anschließend wurde Casas von Ligakonkurrent Deportivo Alavés verpflichtet. In der Saison 2010/11 verpasste er mit seiner Mannschaft in den Play-offs den Aufstieg. Anschließend beendete er seine Karriere.
Casas hat einmal für das von der FIFA nicht anerkannte baskische Nationalteam gespielt (beim 2:2 gegen die Auswahl Kataloniens).